# Węzeł autostradowy Recklinghausen
Węzeł autostradowy Recklinghausen (niem. Autobahnkreuz Recklinghausen, AK Recklinghausen, Kreruz Recklinghausen) – węzeł drogowy na skrzyżowaniu autostrad A2 i A43 w kraju związkowym Nadrenia Północna-Westfalia w Niemczech. Nazwa węzła pochodzi od miasta Recklinghausen.

## Natężenie ruchu
Dziennie przez węzeł autostradowy Recklinghausen przejeżdża blisko 160 tys. pojazdów.
| Z                              | Do                                  | Średnie dzienne natężenie ruchu |
| ------------------------------ | ----------------------------------- | ------------------------------- |
| AS Herten (A2)                 | AK Recklinghausen                   | 81 500                          |
| AK Recklinghausen              | AS Recklinghausen-Süd (A2)          | 73 800                          |
| AS Recklinghausen/Herten (A43) | AK Recklinghausen                   | 86 800                          |
| AK Recklinghausen              | AS Recklinghausen-Hochlarmark (A43) | 80 800                          |